# Cordeiro de Andrade
José Cordeiro de Andrade (Sobral, 26 de outubro de 1910 - Rio de Janeiro, 7 de novembro de 1943) foi um escritor brasileiro.

## Cronologia
- 1928 publica o livro de poesia modernista Primeiros versos.
- 1929 funda em Sobral, junto com amigos, o jornal O Debate, que, depois de polêmicas políticas, foi proibído e revoltou o escritor contra a justiça dos homens.
- 1932 publica o livro de crônicas Poeira das ruas. Nesta época decide viajar para o Rio de Janeiro, porém não possui recursos suficientes; trabalha, então, no Correio do Ceará. No Rio de Janeiro continua a trabalhar como jornalista no Jornal O Globo e colabora com diversas revistas como Fon-Fon, A Vanguarda, A Pátria, Meio-Dia, Dom Casmurro.
- 1934 publica o romance Cassacos.
- 1936 publica o romance Brejo.
- 1940 publica o romance Tônio Borja. Neste mesmo ano sofre de um espasmo cerebral que imobiliza seu lado direito.
- Escreve Anjo negro, publicado postumamente por sua esposa.
- Possui as obras O Mundo sem luz e Os Dois Mestres.